# Grivița (gmina w okręgu Gałacz)
Grivița – gmina w Rumunii, w okręgu Gałacz. Obejmuje miejscowości Călmățui i Grivița. W 2011 roku liczyła 2977 mieszkańców. 